# Equilibrio radiativo

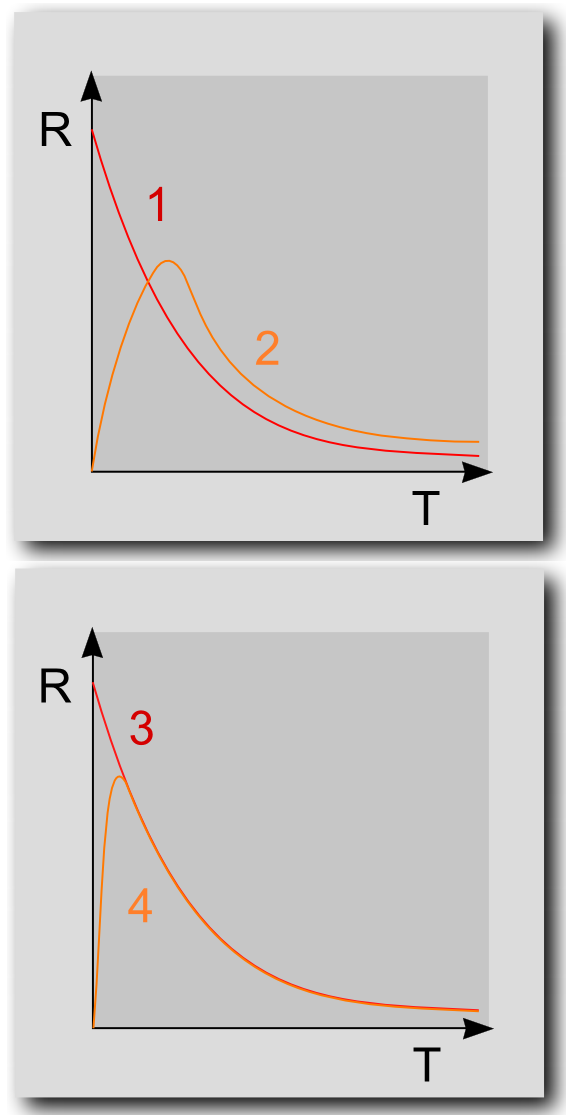
Equilibrio radiactivo

El equilibrio radiativo es uno de los varios requisitos para el equilibrio termodinámico, pero puede ocurrir en ausencia de equilibrio termodinámico. Hay varios tipos de equilibrio radiativo, que es en sí mismo un tipo de equilibrio dinámico. 

## Definiciones
El equilibrio, en general, es un estado en el que las fuerzas opuestas están equilibradas y, por lo tanto, un sistema no cambia en el tiempo. El equilibrio radiativo es el caso específico del equilibrio térmico, para el caso en que el intercambio de calor se realiza por transferencia de calor radiativo. 
Hay varios tipos de equilibrio radiativo. 

### Definiciones de Prevost
Pierre Prevost realizó una importante contribución temprana en 1791. Prevost consideró que lo que hoy en día se llama gas de fotones o radiación electromagnética era un fluido que él llamó "calor libre". Prevost propuso que el calor radiante libre es un fluido muy raro, cuyos rayos, al igual que los rayos de luz, se atraviesan sin alteraciones detectables de su paso. La teoría de los intercambios de Prevost afirmó que cada cuerpo irradia y recibe radiación de otros cuerpos. La radiación de cada cuerpo se emite independientemente de la presencia o ausencia de otros cuerpos.
 

 Prevost en 1791 ofreció las siguientes definiciones: 
 El equilibrio absoluto del calor libre es el estado de este fluido en una porción del espacio que recibe tanto como deja escapar. 
 El equilibrio relativo del calor libre es el estado de este fluido en dos porciones de espacio que reciben unas de otras cantidades iguales de calor, y que además están en equilibrio absoluto, o experimentan cambios exactamente iguales. 
Además, afirmó que:
 El calor de varias porciones de espacio a la misma temperatura, y una al lado de la otra, está al mismo tiempo en las dos especies de equilibrio. 

### Equilibrio radiativo puntual
Un campo radiativo a menudo se describe en términos de intensidad radiativa específica, que es una función de cada punto geométrico en una región espacial, en un instante de tiempo. Esto es ligeramente diferente del modo de definición de Prevost, que era para regiones del espacio. También es ligeramente diferente conceptualmente de la definición de Prevost: Prevost pensó en términos de calor libre y ligado, mientras que hoy pensamos en términos de calor en energía cinética y otras energías dinámicas de las moléculas, es decir, calor en la materia, y el gas de fotón térmico. También se lo define como la interconversión entre radiación térmica y calor en la materia. De la intensidad radiactiva específica derivan {\displaystyle \mathbf {F} _{\nu }}, la densidad de flujo del vector monocromático de radiación en cada punto en una región del espacio, que es igual al vector de Poynting monocromático promediado en el tiempo en ese punto. Definen la tasa de ganancia de calor monocromática específica del volumen por la materia de la radiación como la negativa de la divergencia del vector de densidad de flujo monocromático; es una función escalar de la posición del punto: 
{\displaystyle h_{\nu }=-\nabla \cdot \mathbf {F} _{\nu }} .
Definen el equilibrio radiativo monocromático (puntual) por 
{\displaystyle \nabla \cdot \mathbf {F} _{\nu }=0} en cada punto de la región que está en equilibrio radiativo.
Definen el equilibrio radiativo (puntual) por 
{\displaystyle h=\int _{0}^{\infty }h_{\nu }d\nu =0} en cada punto de la región que está en equilibrio radiativo.
Esto significa que, en cada punto de la región del espacio que está en equilibrio radiativo (puntual), el total, para todas las frecuencias de radiación, la interconversión de energía entre radiación térmica y contenido de energía en la materia es nula. El equilibrio radiativo puntual está estrechamente relacionado con el equilibrio radiativo absoluto de Prevost. Esta definición se aplica a un medio estático, en el que la materia no se mueve.

#### Equilibrio radiativo puntual aproximado
Karl Schwarzschild en 1906 consideró un sistema en el que tanto la convección como la radiación funcionaban, pero la radiación era mucho más eficiente que la convección que la convección podría ser, como una aproximación, descuidada, y la radiación podría considerarse predominante. Esto se aplica cuando la temperatura es muy alta, como por ejemplo en una estrella, pero no en la atmósfera de un planeta. 
Subrahmanyan Chandrasekhar escribe sobre un modelo de atmósfera estelar en el que "no hay mecanismos, aparte de la radiación, para transportar calor dentro de la atmósfera ... [y] no hay fuentes de calor en el entorno" esto es apenas diferente del concepto aproximado de 1906 de Schwarzschild, pero se afirma con mayor precisión.

### Equilibrio de intercambio radiativo
Planck refiere a una condición de equilibrio termodinámico, en la que "dos cuerpos o elementos de cuerpos seleccionados en un intercambio aleatorio por radiación equivalen a cantidades iguales de calor entre sí".
El término equilibrio de intercambio radiativo también se puede usar para referirse a dos regiones específicas del espacio que intercambian cantidades iguales de radiación por emisión y absorción (incluso cuando el estado estacionario no es uno de equilibrio termodinámico, pero es uno en el que algunos subprocesos incluyen transporte neto de materia o energía, incluida la radiación). El equilibrio de intercambio radiactivo es muy similar al equilibrio radiativo relativo de Prevost. 

#### Equilibrio aproximado de intercambio radiativo
Para una primera aproximación, un ejemplo de equilibrio de intercambio radiativo es el intercambio de radiación térmica sin longitud de onda de ventana entre la superficie terrestre y marítima y la atmósfera más baja, cuando hay un cielo despejado. Como primera aproximación, en los números de onda que no son ventanas, hay cero intercambio neto entre la superficie y la atmósfera, mientras que, en los números de onda de ventanas, simplemente hay radiación directa de la superficie terrestre-marina al espacio. Una situación similar ocurre entre las capas adyacentes en la capa límite turbulentamente mezclada de la troposfera inferior, expresada en la llamada "aproximación de enfriamiento al espacio".

## En astronomía y ciencia planetaria

#### Equilibrio radiativo global
El equilibrio radiactivo global se puede definir para un sistema celeste pasivo completo que no suministra su propia energía, como un planeta. 
Varios autores usan el término equilibrio radiativo global para referirse al equilibrio de intercambio radiativo globalmente entre la tierra y el espacio extraterrestre en teoría, la radiación solar entrante absorbida por la Tierra y su atmósfera sería igual a la radiación de onda larga saliente de la Tierra y su atmósfera. La Tierra y su atmósfera, consideradas en su conjunto, estaban en equilibrio radiativo absoluto. Algunos textos, usan "equilibrio radiativo" al referirse al equilibrio radiativo del intercambio global.
Se pueden calcular las diversas temperaturas globales que pueden concebirse teóricamente para cualquier planeta en general. Dichas temperaturas incluyen la temperatura equivalente del cuerpo negro o la temperatura efectiva de emisión de radiación del planeta. Esto está relacionado con (pero no idéntico a) la temperatura media del aire superficial global medida, que además incorpora la presencia de una atmósfera. 
Se calcula una temperatura de equilibrio radiativo para el caso de que el suministro de energía desde el interior del planeta (por ejemplo, de fuentes químicas o nucleares) sea insignificantemente pequeño; esta suposición es razonable para la Tierra, pero falla, por ejemplo, al calcular la temperatura de Júpiter, para la cual las fuentes de energía internas son más grandes que la radiación solar incidente, y, por lo tanto, la temperatura real es más alta que el equilibrio radiativo teórico. 

#### Equilibrio estelar
Una estrella suministra su propia energía de fuentes nucleares y, en consecuencia, el equilibrio de la temperatura no puede definirse solo en términos de energía incidente. 
Se define el "equilibrio radiativo" para una estrella, tomada en su conjunto y sin limitar la atención solo a su atmósfera, cuando la tasa de transferencia como calor de energía de las reacciones nucleares más la viscosidad al microscópico. Los movimientos de las partículas materiales de la estrella se equilibran mediante la transferencia de energía por radiación electromagnética de la estrella al espacio. Tenga en cuenta que este equilibrio radiativo es ligeramente diferente del uso anterior. Señalan que una estrella que irradia energía al espacio no puede estar en un estado estable de distribución de temperatura, a menos que haya un suministro de energía, en este caso, energía de reacciones nucleares dentro de la estrella, para soportar la radiación al espacio. Del mismo modo, la condición que se usa para la definición anterior de equilibrio radiactivo puntual no puede mantenerse en una estrella que está radiando: internamente, la estrella está en un estado estable de distribución de temperatura, no en equilibrio termodinámico interno. Una estrella está en un estado estable de distribución de temperatura y está en "equilibrio radiactivo"; están asumiendo que toda la energía radiativa al espacio proviene del interior de la estrella.

## Mecanismos de equilibrio radiativo
Cuando hay suficiente materia en una región para permitir que se produzcan colisiones moleculares con mucha más frecuencia que la creación o aniquilación de fotones, para la radiación se habla del equilibrio termodinámico local. En este caso, la ley de Kirchhoff de igualdad de absorción radiactiva y emisividad se mantiene.
Dos cuerpos en equilibrio de intercambio radiactivo, cada uno en su propio equilibrio termodinámico local, tienen la misma temperatura y su intercambio radiactivo cumple con el principio de reciprocidad de Stokes-Helmholtz. 